# Титруема киселинност на млякото
Титруема киселинност на млякото е критерий, който показва количеството 0,1 n NaOH, което е в състояние да неутрализира киселоразлагащите вещества в 100 cm3 мляко при индикатор фенолфталеин. Измерва се в градуси по Тьорнер и се обозначава с °T.

## Видове

### Първична
Това е киселинността на млякото, което то има непосредствено след издояване и се определя от наличието на фосфорнокиселите соли, солите на лимонената киселина, белтъците и газовете в млякото. При различните видове млека тя варира в малки граници както следва:
- 16 – 18 °T при кравето
- 16 – 17 °T при биволското
- 15 – 16 °T при козето
- 22 °T при овчето

Първичната киселинност не винаги се намира в посочените граници и зависи от лактационния период. В началото на лактацията коластрата е с много висок киселинен градус и е в рамките на 40 - 80 °T. След това тя влиза в горепосочените граници и към края на лактационния период пада под 15 °T. При заболявания на млечната жлеза киселинноста пада драстично. Храната също оказва влияние върху този показател.

### Вторична
Тази киселинност възниква в резултат на млечнокиселите микроорганизми, които превръщат млечната захар в млечна киселина. Зависи най-вече от температурата на съхранение на млякото. През първите часове след доенето киселинния градус пада с 1 – 1,2 °T поради излитането на въглеродния двуокис от него и поради това, че все още млечнокиселите микроорганизми не са се намножили.